# Джеффрі Флетчер
Джеффрі Флетчер (англ. Geoffrey Fletcher; нар. 4 жовтня 1970, Нью-Лондон, Коннектикут, США) — американський сценарист, продюсер, режисер.

## Біографія
Народився в Нью-Лондоні, Коннектикут, США та дитинство пройшло в Вотерфорді, Коннектикут. Він третій син директорки школи та механіка підводних суден. Його батьки та старші брати (Альфонс — знаний фінансовий інсайдер і Тодд) підтримували Джеффрі у творчих починаннях. У чотирнадцять йому подарували кінокамеру. Флетчер здобув ступінь витончених мистецтв у Гарварді та вивчав режисуру в Мистецькій школі Тіш при Нью-Йоркському університеті.

## Кар'єра
Флетчера запросили для адаптації роману «Тужся» американської поетеси Сапфіри. Врешті-решт за цим сценарієм зняли стрічку «Скарб». Робота Флетчера була оцінена кінокритиками: він отримав премії «Оскар», «Супутник», «Незалежний дух».
2011 року випустив повністю свій фільм «Віолет і Дейзі», головні героїні — юні вбивці у виконанні Сірши Ронан і Алексіс Бледел. Після цього написав близько десятка сценаріїв для короткометражних стрічок. Крім того, Джеффрі Флетчер — запрошений професор Колумбійського та Нью-Йоркського університетів.

## Фільмографія

### Фільми
| Рік  | Назва                 | Оригінальна назва | Примітки                     |
| ---- | --------------------- | ----------------- | ---------------------------- |
| 2009 | «Скарб»               | Precious          | сценарист                    |
| 2011 | «Віолет і Дейзі»      | Violet & Daisy    | сценарист, режисер, продюсер |
| 2018 | «Випробування вогнем» | Trial by Fire     | сценарист                    |